# Andrej Jelenc
Andrej Jelenc, slovenski kanuist in športni pedagog, * 8. julij 1963, Ljubljana.
Jelenc je bil med svojo kariero uspešen kanuist na divjih vodah, ki je osvojil devet medalj na svetovnih prvenstvih.
Leta 1989 je dobil Bloudkovo nagrado in bil izbran za slovenskega športnika leta.
Trenutno, (2011), je direktor slovenskih kajakaških reprezentanc. 